# Aïn Abessa
Aïn Abessa (în arabă عين عباسة) este o comună din provincia Sétif, Algeria.
Populația comunei este de 16.770 de locuitori (2008).